# Damien Harris
Damien Harris (geboren am 11. Februar 1997 in Richmond, Kentucky) ist ein ehemaliger US-amerikanischer American-Football-Spieler auf der Position des Runningbacks. Er spielte College Football für die University of Alabama und war in der National Football League (NFL) insgesamt fünf Jahre lang bei den New England Patriots und den Buffalo Bills aktiv.

## College
Harris besuchte die Madison Southern High School in Berea, Kentucky. Dort spielte er Football als Runningback und wurde 2013 als Gatorade Player of the Year im Bundesstaat Kentucky ausgezeichnet. Harris nahm am Under Armour All-America Game 2015 teil.
Ab 2015 ging er auf die University of Alabama, um College Football für die Alabama Crimson Tide zu spielen. Als Freshman war Harris einer der Backups von Derrick Henry und gewann mit der Crimson Tide die nationale Meisterschaft. In seinem zweiten Jahr am College war er nach dem Abgang von Henry in Richtung der NFL der neue Starting Runningback von Alabama, allerdings wurde sein nomineller Backup Bo Scarbrough ähnlich oft eingesetzt. Bei 146 Läufen erzielte Harris 1037 Yards Raumgewinn und zwei Touchdowns. Auch in der Spielzeit 2017 teilte Harris sich das Backfield mit Scarbrough. Er lief 135-mal für 1000 Yards und elf Touchdowns. Die Crimson Tide gewannen in diesem Jahr erneut das College Football Playoff National Championship Game. In seinem letzten Jahr am College wurde Harris im Wechsel mit seinem Namensvetter Najee Harris sowie Josh Jacobs eingesetzt. Mit 876 Rushing Yards führte er sein Team in dieser Statistik an, dabei gelangen ihm neun Touchdowns. Insgesamt kam er in 54 Spielen für die Crimson Tide zum Einsatz und erzielte dabei 3070 Yards Raumgewinn.

## NFL
Harris wurde im NFL Draft 2019 in der dritten Runde an 87. Stelle von den New England Patriots ausgewählt. Als Rookie wurde Harris kaum eingesetzt und stand nur in zwei Spielen, jeweils gegen die New York Jets, für die Patriots auf dem Feld. Am dritten Spieltag spielte er fünf Snaps in den Special Teams, in Woche sieben absolvierte er vier Läufe für 12 Yards.
Wegen eines gebrochenen Fingers verpasste Harris die ersten drei Partien der Saison 2020. In den folgenden zehn Spielen wurde er als Starter eingesetzt und erlief 691 Yards und zwei Touchdowns bei 137 Versuchen, damit kam er auf einen Durchschnitt von 5,0 Yards pro Lauf. Am 14. Spieltag musste er das Spiel wegen einer Rückenverletzung vorzeitig verlassen. Wegen dieser Verletzung und einer Knöchelverletzung fiel Harris auch für die letzten drei Saisonspiele aus.
In der Saison 2021 stellte Harris, der als Starter in die Saison ging, neue Karrierebestwerte auf. Bei 202 Versuchen erlief er 929 Yards, damit kam er auf 4,6 Yards Raumgewinn pro Lauf. Harris erzielte 15 Touchdowns im Laufspiel, zweitbester Wert der Saison nach Jonathan Taylor und ebenfalls zweitbester Wert eines Spielers der Patriots, nur LeGarrette Blount fand in der Saison 2016 mit 18 Touchdowns häufiger den Weg in die Endzone.
In seinem vierten Jahr in der NFL verpasste Harris sechs Spiele verletzungsbedingt und verlor seine Rolle als Starter an Rhamondre Stevenson. Er erlief 462 Yards und drei Touchdowns.
Am 21. März 2023 unterschrieb Harris einen Einjahresvertrag bei einem Divisionskonkurrenten der Patriots, den Buffalo Bills. Als Ergänzungsspieler hinter James Cook absolvierte er 23 Läufe für 94 Yards. Am sechsten Spieltag zog Harris sich eine Verletzung am Hals und eine Gehirnerschütterung zu, den Rest der Saison verpasste er verletzungsbedingt. Am 25. März 2024 gab Harris sein Karriereende bekannt.

### NFL-Statistiken
| Saison                             | Team  | Spiele | Spiele | Rushing | Rushing | Rushing | Rushing | Rushing | Receiving | Receiving | Receiving | Receiving | Receiving | Fumbles | Fumbles |
| Saison                             | Team  | GP     | GS     | Att     | Yds     | Avg     | Lng     | TD      | Rec       | Yds       | Avg       | Lng       | TD        | Fum     | Lost    |
| ---------------------------------- | ----- | ------ | ------ | ------- | ------- | ------- | ------- | ------- | --------- | --------- | --------- | --------- | --------- | ------- | ------- |
| 2019                               | NE    | 2      | 0      | 4       | 12      | 3,0     | 13      | 0       | 0         | 0         | 0,0       | 0         | 0         | 0       | 0       |
| 2020                               | NE    | 10     | 10     | 137     | 691     | 5,0     | 41      | 2       | 5         | 52        | 10,4      | 15        | 0         | 1       | 0       |
| 2021                               | NE    | 15     | 15     | 202     | 929     | 4,6     | 64      | 15      | 18        | 132       | 7,3       | 21        | 0         | 2       | 2       |
| 2022                               | NE    | 11     | 9      | 106     | 462     | 4,4     | 30      | 3       | 17        | 97        | 5,7       | 15        | 0         | 0       | 0       |
| 2023                               | BUF   | 6      | 0      | 23      | 94      | 4,1     | 11      | 1       | 2         | 16        | 8,0       | 13        | 0         | 0       | 0       |
| Total                              | Total | 44     | 34     | 472     | 2188    | 4,6     | 64      | 21      | 42        | 297       | 7,1       | 21        | 0         | 3       | 2       |
| Quelle: pro-football-reference.com |       |        |        |         |         |         |         |         |           |           |           |           |           |         |         |